# ناهینانا
ناهینانا (انگلیسی: Nahienaena; ح. 1815 – ۳۰ دسامبر ۱۸۳۶) سیاستمدار و شاهدخت عالی رتبه  اهل پادشاهی جزایر هاوایی بود. او مشوق  گرویدن برخی از طبقه حاکم به مسیحیت شد.